# Kalantar
Kalantar is een bengaalse krant die wordt gepubliceerd in Kolkata, India. Het is een huisblad van de Communistische Partij van India, die overigens meer dagbladen onder haar hoede heeft, zoals de Engelstalige krant New Age. Het blad werd opgericht in de jaren zestig en verscheen tot januari 2005 wekelijks, nu is het een dagblad.